# Малая Серга
Малая Серга — река в России, протекает в Ковернинском районе Нижегородской области. Устье реки находится в 129 км по левому берегу реки Узола. Длина реки составляет 26 км, площадь водосборного бассейна 116 км².
Исток реки у деревни Короткое в 17 км к северо-востоку от Ковернина. Река течёт на юго-запад, протекает деревни Содомово, Фатеево, Захватово, Лужки, Трифоново. Притоки — Каменка, Галанка (правые). Впадает в Узолу у деревни Ключи шестью километрами севернее Ковернина.

## Данные водного реестра
По данным государственного водного реестра России относится к Верхневолжскому бассейновому округу, водохозяйственный участок реки — Волга от Горьковского гидроузла и до устья реки Ока, речной подбассейн реки — Волга ниже Рыбинского водохранилища до впадения Оки. Речной бассейн реки — (Верхняя) Волга до Куйбышевского водохранилища (без бассейна Оки).
По данным геоинформационной системы водохозяйственного районирования территории РФ, подготовленной Федеральным агентством водных ресурсов:
- Код водного объекта в государственном водном реестре — 08010300512110000017244
- Код по гидрологической изученности (ГИ) — 110001724
- Код бассейна — 08.01.03.005
- Номер тома по ГИ — 10
- Выпуск по ГИ — 0